# 17.ª etapa del Tour de Francia 2024
La 17.ª etapa del Tour de Francia 2024 tuvo lugar el 17 de julio de 2024 y consistió en una etapa de montaña, con inicio en la ciudad de Saint-Paul-Trois-Châteaux y final en SuperDévoluy, sobre un recorrido de 188,6 km. El vencedor fue el ecuatoriano Richard Carapaz del EF Education-EasyPost, el esloveno Tadej Pogačar del UAE Team Emirates mantuvo el liderato.

## Clasificación de la etapa
| Saint-Paul-Trois-Châteaux - SuperDévoluy | etapa de montaña | (177,8 km) |

| \| Clasificación de la etapa \| Clasificación de la etapa \| Clasificación de la etapa \| Clasificación de la etapa \| Clasificación de la etapa \| \| Ciclista \| Ciclista \| Equipo \| Tiempo \| \| \| ------------------------- \| ------------------------- \| ------------------------- \| ------------------------- \| ------------------------- \| \| 1.º \| Richard Carapaz \| EF Education-EasyPost \| 4 h 06 min 13 s \| \| \| 2.º \| Simon Yates \| Team Jayco AlUla \| + 37 s \| \| \| 3.º \| Enric Mas \| Movistar Team \| + 57 s \| \| \| 4.º \| Laurens De Plus \| Ineos Grenadiers \| + 1 min 44 s \| \| \| 5.º \| Oscar Onley \| Team dsm-firmenich PostNL \| + 1 min 44 s \| \| \| 6.º \| Guillaume Martin \| Cofidis \| + 2 min 36 s \| \| \| 7.º \| Magnus Cort \| Uno-X Mobility \| + 2 min 38 s \| \| \| 8.º \| Wout Poels \| Bahrain Victorious \| + 2 min 39 s \| \| \| 9.º \| Jordan Jegat \| TotalEnergies \| + 2 min 39 s \| \| \| 10.º \| Alex Aranburu \| Movistar Team \| + 2 min 39 s \| \| |                  |                           |                 |
| |                  |                           |                 |
| Fuentes: ProCyclingStats Cycling Quotient |                  |                           |                 |
| Clasificación de la etapa |                  |                           |                 |
| Ciclista | Ciclista         | Equipo                    | Tiempo          |
| 1.º | Richard Carapaz  | EF Education-EasyPost     | 4 h 06 min 13 s |
| 2.º | Simon Yates      | Team Jayco AlUla          | + 37 s          |
| 3.º | Enric Mas        | Movistar Team             | + 57 s          |
| 4.º | Laurens De Plus  | Ineos Grenadiers          | + 1 min 44 s    |
| 5.º | Oscar Onley      | Team dsm-firmenich PostNL | + 1 min 44 s    |
| 6.º | Guillaume Martin | Cofidis                   | + 2 min 36 s    |
| 7.º | Magnus Cort      | Uno-X Mobility            | + 2 min 38 s    |
| 8.º | Wout Poels       | Bahrain Victorious        | + 2 min 39 s    |
| 9.º | Jordan Jegat     | TotalEnergies             | + 2 min 39 s    |
| 10.º | Alex Aranburu    | Movistar Team             | + 2 min 39 s    |

## Clasificaciones al final de la etapa

### Clasificación general(Maillot Jaune)
| \| Clasificación general \| Clasificación general \| Clasificación general \| Clasificación general \| Clasificación general \| \| Ciclista \| Ciclista \| Equipo \| Tiempo \| \| \| --------------------- \| --------------------- \| -------------------------- \| --------------------- \| --------------------- \| \| 1.º \| Tadej Pogačar \| UAE Team Emirates \| 70 h 21 min 27 s \| \| \| 2.º \| Jonas Vingegaard \| Team Visma \\| Lease a Bike \| + 3 min 11 s \| \| \| 3.º \| Remco Evenepoel \| Soudal Quick-Step \| + 5 min 09 s \| \| \| 4.º \| João Almeida \| UAE Team Emirates \| + 12 min 57 s \| \| \| 5.º \| Mikel Landa \| Soudal Quick-Step \| + 13 min 24 s \| \| \| 6.º \| Carlos Rodríguez \| Ineos Grenadiers \| + 13 min 30 s \| \| \| 7.º \| Adam Yates \| UAE Team Emirates \| + 15 min 41 s \| \| \| 8.º \| Giulio Ciccone \| Lidl-Trek \| + 17 min 51 s \| \| \| 9.º \| Derek Gee \| Israel-Premier Tech \| + 18 min 15 s \| \| \| 10.º \| Santiago Buitrago \| Bahrain Victorious \| + 18 min 35 s \| \| |                   |                            |                  |
| |                   |                            |                  |
| Fuentes: ProCyclingStats Cycling Quotient |                   |                            |                  |
| Clasificación general |                   |                            |                  |
| Ciclista | Ciclista          | Equipo                     | Tiempo           |
| 1.º | Tadej Pogačar     | UAE Team Emirates          | 70 h 21 min 27 s |
| 2.º | Jonas Vingegaard  | Team Visma \| Lease a Bike | + 3 min 11 s     |
| 3.º | Remco Evenepoel   | Soudal Quick-Step          | + 5 min 09 s     |
| 4.º | João Almeida      | UAE Team Emirates          | + 12 min 57 s    |
| 5.º | Mikel Landa       | Soudal Quick-Step          | + 13 min 24 s    |
| 6.º | Carlos Rodríguez  | Ineos Grenadiers           | + 13 min 30 s    |
| 7.º | Adam Yates        | UAE Team Emirates          | + 15 min 41 s    |
| 8.º | Giulio Ciccone    | Lidl-Trek                  | + 17 min 51 s    |
| 9.º | Derek Gee         | Israel-Premier Tech        | + 18 min 15 s    |
| 10.º | Santiago Buitrago | Bahrain Victorious         | + 18 min 35 s    |

### Clasificación por puntos(Maillot Vert)
| Clasificación por puntos | Clasificación por puntos | Clasificación por puntos   | Clasificación por puntos | Clasificación por puntos |
| Ciclista                 | Ciclista                 | Equipo                     | Puntos                   |                          |
| ------------------------ | ------------------------ | -------------------------- | ------------------------ | ------------------------ |
| 1.º                      | Biniam Girmay            | Intermarché-Wanty          | 387 pts                  |                          |
| 2.º                      | Jasper Philipsen         | Alpecin-Deceuninck         | 354 pts                  |                          |
| 3.º                      | Bryan Coquard            | Cofidis                    | 188 pts                  |                          |
| 4.º                      | Anthony Turgis           | TotalEnergies              | 163 pts                  |                          |
| 5.º                      | Arnaud De Lie            | Lotto Dstny                | 161 pts                  |                          |
| 6.º                      | Tadej Pogačar            | UAE Team Emirates          | 136 pts                  |                          |
| 7.º                      | Jonas Abrahamsen         | Uno-X Mobility             | 136 pts                  |                          |
| 8.º                      | Wout van Aert            | Team Visma \| Lease a Bike | 130 pts                  |                          |
| 9.º                      | Pascal Ackermann         | Israel-Premier Tech        | 118 pts                  |                          |
| 10.º                     | Remco Evenepoel          | Soudal Quick-Step          | 112 pts                  |                          |

### Clasificación de la montaña(Maillot à Pois Rouges)
| Clasificación de la montaña | Clasificación de la montaña | Clasificación de la montaña | Clasificación de la montaña | Clasificación de la montaña |
| Ciclista                    | Ciclista                    | Equipo                      | Puntos                      |                             |
| --------------------------- | --------------------------- | --------------------------- | --------------------------- | --------------------------- |
| 1.º                         | Tadej Pogačar               | UAE Team Emirates           | 77 pts                      |                             |
| 2.º                         | Jonas Vingegaard            | Team Visma \| Lease a Bike  | 58 pts                      |                             |
| 3.º                         | Remco Evenepoel             | Soudal Quick-Step           | 42 pts                      |                             |
| 4.º                         | Jonas Abrahamsen            | Uno-X Mobility              | 36 pts                      |                             |
| 5.º                         | Oier Lazkano                | Movistar Team               | 35 pts                      |                             |
| 6.º                         | Richard Carapaz             | EF Education-EasyPost       | 34 pts                      |                             |
| 7.º                         | David Gaudu                 | Groupama-FDJ                | 30 pts                      |                             |
| 8.º                         | Carlos Rodríguez            | Ineos Grenadiers            | 24 pts                      |                             |
| 9.º                         | Ben Healy                   | EF Education-EasyPost       | 21 pts                      |                             |
| 10.º                        | Javier Romo                 | Movistar Team               | 18 pts                      |                             |

### Clasificación del mejor joven(Maillot Blanc)
| Clasificación del mejor joven | Clasificación del mejor joven | Clasificación del mejor joven | Clasificación del mejor joven | Clasificación del mejor joven |
| Ciclista                      | Ciclista                      | Equipo                        | Tiempo                        |                               |
| ----------------------------- | ----------------------------- | ----------------------------- | ----------------------------- | ----------------------------- |
| 1.º                           | Remco Evenepoel               | Soudal Quick-Step             | 70 h 26 min 36 s              |                               |
| 2.º                           | Carlos Rodríguez              | Ineos Grenadiers              | + 8 min 21 s                  |                               |
| 3.º                           | Santiago Buitrago             | Bahrain Victorious            | + 13 min 26 s                 |                               |
| 4.º                           | Matteo Jorgenson              | Team Visma \| Lease a Bike    | + 17 min 09 s                 |                               |
| 5.º                           | Ben Healy                     | EF Education-EasyPost         | + 34 min 24 s                 |                               |
| 6.º                           | Javier Romo                   | Movistar Team                 | + 51 min 14 s                 |                               |
| 7.º                           | Ilan Van Wilder               | Soudal Quick-Step             | + 1 h 11 min 35 s             |                               |
| 8.º                           | Jordan Jegat                  | TotalEnergies                 | + 1 h 38 min 30 s             |                               |
| 9.º                           | Tobias Halland Johannessen    | Uno-X Mobility                | + 1 h 39 min 05 s             |                               |
| 10.º                          | Oscar Onley                   | Team dsm-firmenich PostNL     | + 1 h 45 min 04 s             |                               |

### Clasificación por equipos(Classement par Équipe)
| Clasificación por equipos | Clasificación por equipos  | Clasificación por equipos | Clasificación por equipos |
| Equipo                    | Equipo                     | Tiempo                    |                           |
| ------------------------- | -------------------------- | ------------------------- | ------------------------- |
| 1.º                       | UAE Team Emirates          | 211 h 29 min 24 s         |                           |
| 2.º                       | Team Visma \| Lease a Bike | + 54 min 18 s             |                           |
| 3.º                       | Soudal Quick-Step          | + 59 min 21 s             |                           |
| 4.º                       | Ineos Grenadiers           | + 1 h 16 min 27 s         |                           |
| 5.º                       | Lidl-Trek                  | + 1 h 55 min 24 s         |                           |
| 6.º                       | Movistar Team              | + 2 h 18 min 34 s         |                           |
| 7.º                       | Bahrain Victorious         | + 2 h 24 min 50 s         |                           |
| 8.º                       | Red Bull-Bora-Hansgrohe    | + 2 h 31 min 03 s         |                           |
| 9.º                       | EF Education-EasyPost      | + 2 h 33 min 42 s         |                           |
| 10.º                      | Decathlon-AG2R La Mondiale | + 3 h 09 min 28 s         |                           |

## Abandonos
- Elmar Reinders (Team Jayco AlUla) no tomó la salida.
- Phil Bauhaus (Bahrain Victorious) no tomó la salida.
- Alexey Lutsenko (Astana Qazaqstan Team) no finalizó la etapa.
- Fernando Gaviria (Movistar Team) no finalizó la etapa.
- Sam Bennett (Decathlon AG2R La Mondiale Team) no finalizó la etapa.